# Transperth
Transperth ist der Markenname des öffentlichen Transportsystems in Perth, Western Australia. Betrieben wird es von der Public Transport Authority.

## Geschichte
Transperth wurde 1986 im Zuge eines Reformprojekts initialisiert, um den öffentlichen Bus-, Fähr- und Zugverkehr der Stadt Perth zusammenzufassen. Zu Beginn wurde Transperth vom Metropolitan Transport Trust (MTT) koordiniert, wobei MTT Bus- und Fährdienste selbst betrieb und den von den West Australian Government Railways (WAGR) betriebenen Schienenverkehr koordinierte. 1993 wurde die Kontrolle von Transperth und von WAGR an das Department of Transport übergeben.
Zwischen 1994 und 1998 begann Transperth, seinen Bus-, Fähren- und Kundendienst auszulagern. Busse und Fähren sind zwar noch Besitz des Staates, werden aber privat betrieben. Am 1. Juli 2003 wurde die Kontrolle über Transperth erneut verschoben, diesmal zur neugebildeten Public Transport Authority.

## Schienenverkehr

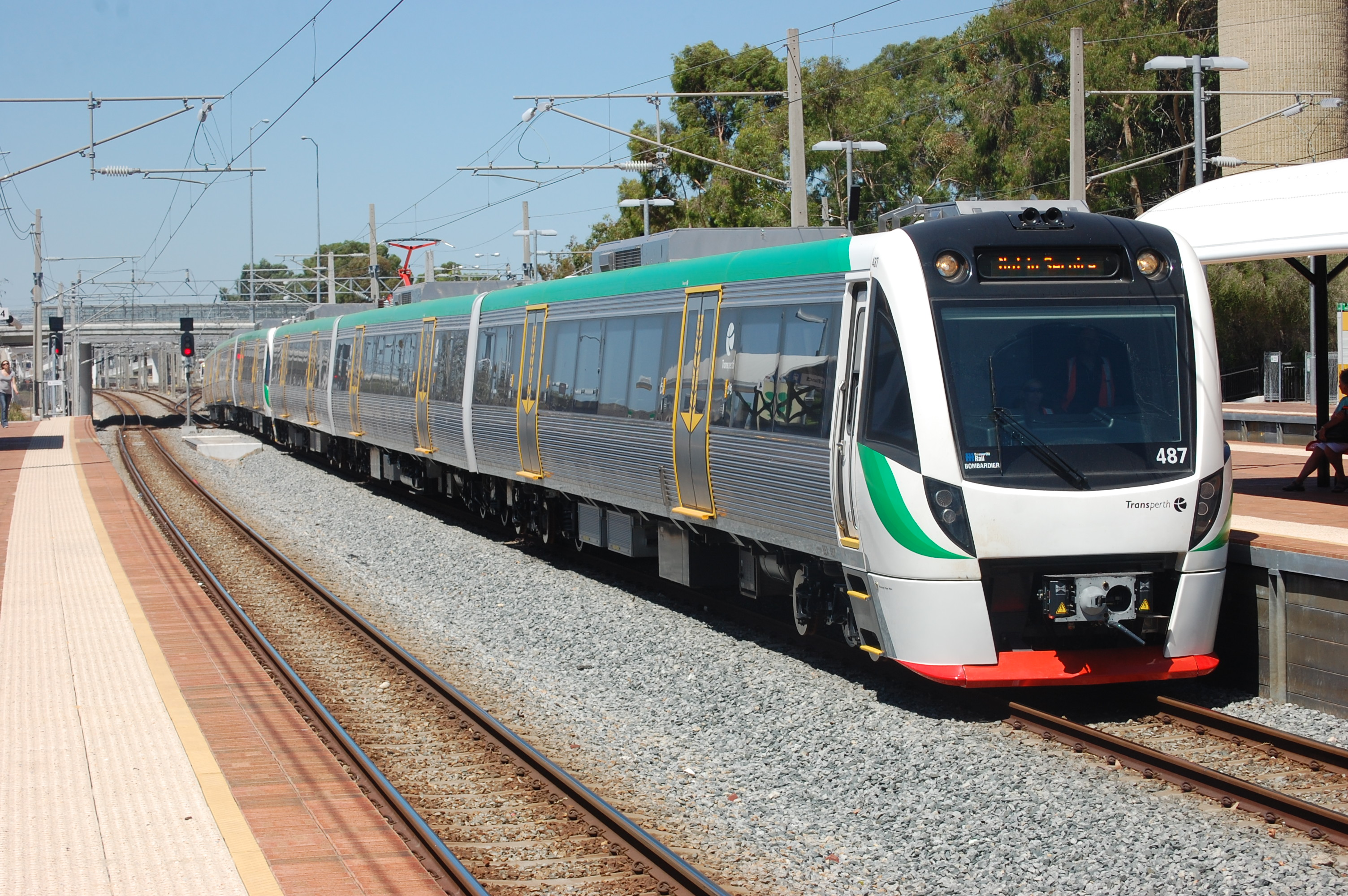
Zug der B-Serie am Bahnhof McIver

Transperth Trains kontrolliert Perths vorstädtische Eisenbahnen. Das System besteht aus 59 Stationen an vier Schmalspurlinien, die nach Midland, Armadale, Fremantle und Clarkson verlaufen. Züge nach Thornlie fahren ein Stück weit über die Spur nach Armadale. Für das Jahr 2007 wird die Öffnung einer weiteren Strecke nach Mandurah erwartet.
Die Züge fahren zwischen 5:30 und Mitternacht (samstag- und sonntagmorgens bis 2:00), wobei die minimale Frequenz 15 (bis 19:30) oder 30 (bis Mitternacht) Minuten beträgt. Die nachmitternächtlichen Züge am Samstag und am Sonntag fahren mit einer Frequenz von einer Stunde. Das Netzwerk ermöglicht die Beförderung von 32,652 Millionen Passagieren pro Jahr.
Seit seiner Elektrifizierung in den Neunzigerjahren werden auf dem Netzwerk ausschließlich elektrische Triebwagen eingesetzt; vorher wurden Diesellokomotiven verwendet.

## Busverkehr

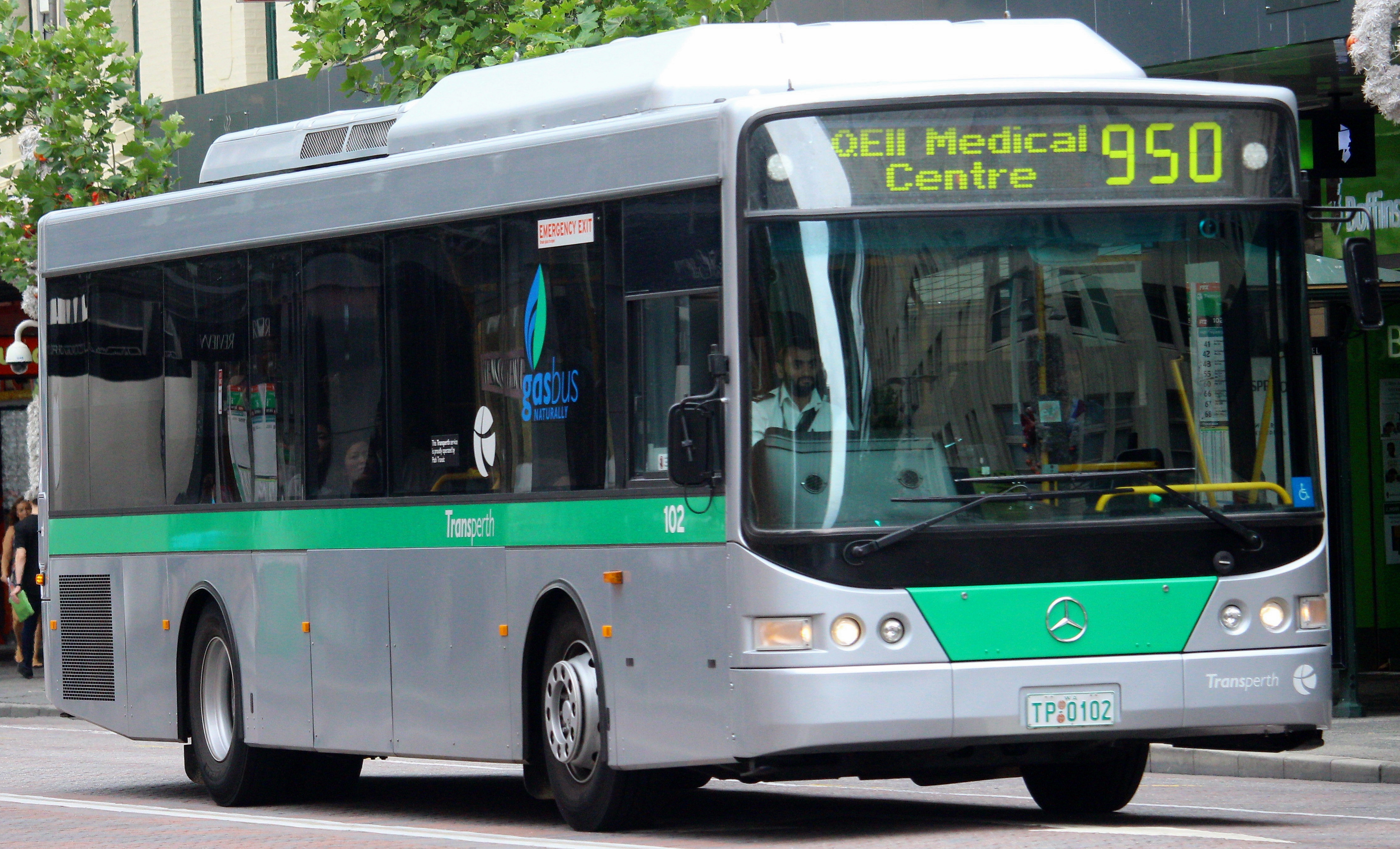
Mercedes-Benz OC 500 LE mit Transperth-Logo unter den Scheinwerfern

Transperth betreut und regelt den Busverkehr durch das städtische Gebiet Perths und einige umgebende ländliche Gebiete. Die Busse von Transperth werden privat betrieben, sind jedoch Staatseigentum. Die Routen folgen zwei Grundsystemen: Verbindungslinien zwischen vorstädtischen Wohngebieten und Bahnstationen sowie Linien direkt in die Innenstadt. Außerdem gibt es Routen wie die bekannte CircleRoute, die zahlreiche Bahnstationen, Einkaufszentren und Universitäten verbinden. Für Schulen und spezielle Ereignisse werden zusätzliche Verbindungen bereitgestellt.
Die wichtigsten Buslinien werden von 6:00 bis Mitternacht betrieben, wobei man unter der Woche alle 15 Minuten einen Bus erwarten kann und am Wochenende und abends halbstündlich. Die meisten anderen Linien fahren in Abständen von entweder 30 oder 60 Minuten, mit eingeschränktem Pensum an Wochenenden oder Abenden. Zubringerdienste zu Bahnhöfen sind normalerweise so eingerichtet, dass man jeden, jeden zweiten oder jeden vierten Zug erreichen kann.
Transperth schafft momentan Mercedes-Benz-Busse vom Typ OC500LE an, die mit komprimiertem Erdgas angetrieben werden. Diese Busse entsprechen der Euro-4-Norm und fahren mit lokal produziertem Erdgas.
Weitere Fakten zum Buskauf im großen Stil:
- Die Fahrzeugaufbauten der Busse werden in Perth von der Firma Volgren hergestellt.
- Die Erdgasbusse verwenden einen der saubersten im Handel verfügbaren Hochleistungsmotoren.
- Jeder Bus emittiert über 9 Tonnen Treibhausgase pro Jahr weniger verglichen mit anderen Bussen.
- Momentan verfügt Transperth über 196 Erdgasbusse: 141 Euro-4- und 24 Euro-2-Busse sowie 31 ältere Fahrzeuge.
- Transperth wird nach und nach weitere 400 Erdgasbusse geliefert bekommen.

## Fährverkehr

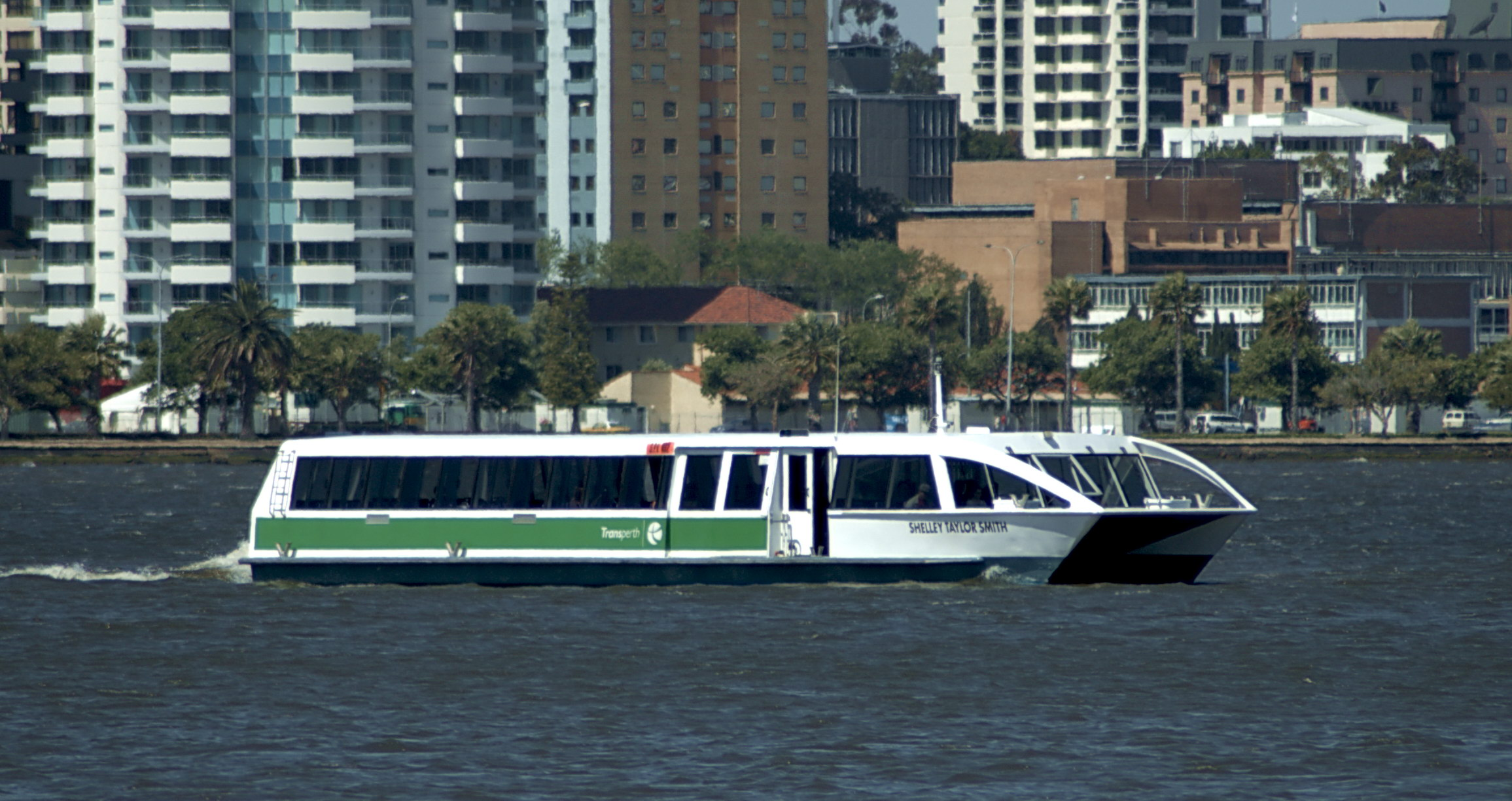
Fähre auf dem Swan River

Transperth unterhält eine Fährverbindung über den Swan River zwischen der Barrack Street (Innenstadt) und dem Uferland in Südperth. Die Fähren verkehren zwei Mal pro Stunde, während der Hauptverkehrszeit gibt es eine zusätzliche Verbindung nach Coode St Jetty. Die Fähre ist bei Pendlern und bei Touristen beliebt, die sie oft benutzen, um den Perth Zoo zu besuchen.

## Versorgungsgebiete

Plan des Bahnnetzes

Transperth bedient momentan das Stadtgebiet von Perth sowie das Areal östlich bis Chidlow und westlich bis Fremantle, südlich bis Mandurah und nördlich bis Two Rocks. Diese Vorstädte sind in neun Tarifzonen unterteilt, die den Entfernungen vom Stadtzentrum entsprechen.

## Freiverkehrszone
Eine Besonderheit des Netzwerkes ist, dass man in einem Gebiet in der Innenstadt, genannt Free Transit Zone (FTZ, dt. Freiverkehrszone), kostenlos sämtliche öffentliche Verkehrsmittel – außer den Zügen – nutzen kann.
Züge können nur kostenlos genutzt werden, wenn man Inhaber einer SmartRider-Karte ist. Dies war nicht immer der Fall, war aber nach Änderungen in der Struktur der Bahnstationen nötig.

## Ticketverkauf
Passagiere des Netzwerks können entweder an einem der Automaten einen Fahrschein kaufen oder eine als SmartRider bekannte, wiederaufladbare Karte benutzen. Auch der Kauf von einfachen Tickets beim Busfahrer ist möglich.
Das SmartRider System bietet erlaubt eine schnellere Abfertigung an den einzelnen Stationen. Die Passagiere müssen dazu beim Ein- und Aussteigen ihre SmartRider Karte kontaktlos einlesen lassen. Wird der Checkin vergessen besitzt der Passagier kein gültiges Ticket. Wird der Checkout vergessen berechnet das System den Preis bis zur Endhaltestelle der entsprechenden Linie.
Fahrpreise werden nach einem zonenbasierten System berechnet. Vergünstigungen sind verfügbar für Kinder unter 15, Senioren (über 65) im Besitz einer Seniorenkarte und Schüler.

## Betreiber

### Busse
- Path Transit
- Swan Transit
- Southern Coast Transit

### Züge
- Transperth Trains

### Fähre
- Captain Cook Cruises

### Callcenter
- Serco Australia